# Lygte og lanterne
 For alternative betydninger, se Lanterne. (Se også artikler, som begynder med Lanterne)
En lygte eller en lanterne (fra latin la(n)terna, af græsk lampter = lysestage, af lampein = lyse) er en fastsiddende eller transportabel beskyttende robust delvis gennemsigtig beholder, som indeholder en lyskilde. En lygte kan være beskyttet mod vind - og kan være beskyttet mod snavs, regn, vand (vandtæt) - og evt. være stødsikret.
Beholderen er oftest af metal med ruder af glas, men der findes også lygter af papir eller rispapir (papirlygter eller lampioner). Lyskilden kan være levende eller elektrisk. Også formen kan varieres. Lygter kan bruges enten indendørs eller udendørs. Lygter har ofte både en praktisk og dekorativ funktion, f.x. som havelygte.
Lygter og lanterner kan inddeles efter flere egenskaber. De nævnte inddelingers emner er de mest kendte - der er flere emner:
- Lyskilde:
  - Lysdiodelygte
  - Gaslygte
- Energikilde:
  - Batterilygte
  - Mekanisk energiforsynet lygte
- Anvendelse:
  - Gadelygte
  - Lommelygte
  - Pandelygte
  - Forlygte
    - Tågeforlygte

  - Havelygte
  - Sikkerhedslygte
  - Signallygte - I flere hundrede år er lygter blevet anvendt på søfartøjer. Signallygter udsender typisk farvet lys. Signallygter anvendes fx også på fly.
- Konstruktion:
  - Hornlygte

## Begivenheder med lygter og lanterner
Om efteråret (især på mortensaften) afholdes mange steder lanterneoptog eller lanternefester, hvor børnene går i samlet flok med hjemmelavede papirlygter og synger sange som Her går jeg med min lanterne eller Lanterne, lanterne, sol og måne og stjerne. En del børnelanterner er lavet af brandhæmmende papir.
- Lanterne af metal.
- Kinesisk papirlanterne (lampinion).